# Ernst Schmidt
Ernst Albert Schmidt, född 13 juli 1845 i Halle an der Saale, död 5 juli 1921 i Marburg, var en tysk kemist och apotekare.
Schmidt tjänstgjorde som apotekare i Halle an der Saale 1861-69, blev 1874 docent där samt 1878 e.o. professor i farmaci och kemi och var 1884-1919 ordinarie professor i samma ämnen i Marburg. 
Schmidt är författare till många arbeten inom allmän och farmaceutisk kemi samt drogkemi, bland annat av läroböcker i dessa ämnen, såsom Ausführliches Lehrbuch der pharmazeutischen Chemie (1880; femte upplagan 1907-11), Anleitung zur qualitativen Analyse (1885; sjunde upplagan 1911), Lehrbuch der Toxikologie und Pflanzenchemie (fjärde upplagan 1905), varjämte han sedan 1890 en följd av år redigerade tyska apotekarföreningens "Archiv der Pharmazie".